# Terje André Kjær
Terje André Kjær es un deportista noruego que compitió en vela en la clase Laser. Ganó una medalla de bronce en el Campeonato Europeo de Laser de 1994.

## Palmarés internacional
| \| Campeonato Europeo \| Campeonato Europeo \| Campeonato Europeo \| Campeonato Europeo \| \| Año \| Lugar \| Medalla \| Clase \| \| ------------------ \| -------------------------- \| ------------------ \| ------------------ \| \| 1994 \| Isla Hayling (Reino Unido) \| Medalla de bronce \| Laser \| |                            |                   |       |
| Campeonato Europeo |                            |                   |       |
| Año | Lugar                      | Medalla           | Clase |
| 1994 | Isla Hayling (Reino Unido) | Medalla de bronce | Laser |